# Jacob Moe Rasmussen
Jacob Moe Rasmussen (Amager, 19 de gener de 1975) és un ciclista danès, que fou professional entre 1999 i 2008.

## Palmarès
- 1999
  - Vencedor d'una etapa de la Volta a l'Argentina
- 2002
  - 1r a la Fyen Rundt
- 2003
  - 1r a la Fyen Rundt
- 2004
  - 1r a la Fyen Rundt
  - 1r a la Post Cup
  - Vencedor d'una etapa del Gran Premi Ringerike
- 2005
  - 1r al CSC Classic
  - 1r a la Fyen Rundt
- 2006
  - 1r a la Tour de Loir i Cher i vencedor de 3 etapes
  - 1r a la Post Cup
  - Vencedor de 2 etapes del Gran Premi Ringerike
- 2008
  -  Campió de Dinamarca en contrarellotge per equips
  - 1r a la Post Cup